# Bram Som
Bram Som (* 20. února 1980, Terborg, Gelderland) je nizozemský atlet, běžec, jehož hlavní disciplínou je běh na 800 metrů.
V roce 1999 vybojoval bronzovou medaili na juniorském mistrovství Evropy v lotyšské Rize. Největší úspěch své kariéry zaznamenal v roce 2006 na evropském šampionátu ve švédském Göteborgu, kde se stal mistrem Evropy.
K jeho úspěchům patří také páté místo na MS juniorů 1998 v Annecy, šesté místo na Mistrovství Evropy v atletice 2002 v Mnichově, páté místo na halovém MS 2003 v Birminghamu a 7. místo na Mistrovství světa v atletice 2009 v Berlíně.
Dvakrát reprezentoval na letních olympijských hrách (Sydney 2000, Athény 2004).